# Баяннуур (Баян-Улгий)
Баяннуур (монг. Баяннуур, Богатое озеро) — сомон аймака Баян-Улгий, Монголия.
Центр сомона — посёлок Цул Улаан — расположен в 160 километрах от города Улгий и в 1652 километрах от столицы страны Улан-Батора.

## Население
Большую часть населения составляют казахи. Также широко представлены монголы-урянхайцы и ульды.

## География
Самая высокая точка — 4200 метров (гора Цамбагарав), самая низкая точка — 1420 метров (долина реки Кобдо).
На территории сомона расположено озеро Баян-Нуур. Климат континентальный.